# Усольский-2
59°26′02″ с. ш. 56°39′08″ в. д.
«Усольский-2» (в СМИ получил название «формальдегидный микрорайон») — микрорайон города Березники. Построен на правом берегу Камы для расселения жителей аварийных домов. Получил известность в связи с тем, что в домах, построенных из материалов, имеющих сертификаты безопасности, в итоге оказались значительно превышены предельные концентрации содержания формальдегида.
В микрорайоне компанией «Уралкалий» были построены поликлиника и детский сад на 260 мест.

## История
По договорённости федеральных и краевых властей были построены 89 быстровозводимых каркасных двухэтажных домов. Стоимость проекта составила 1,37 млрд руб. Строительство 55 тыс. м² жилья с 2007 года вели 5 подрядных организаций: компания «Дормаш» (Вологда), «Рост-Н-Ресурс» (Ростов), «Радослав» (Переяславль-Залесский), «Строительная энергетическая компания» (Смоленск) и «Уральские строительные технологии» (Пермь).
К обозначенному правительственной комиссией сроку — 1 декабря 2007 года были готовы дома только вологодской серии.
Всего к 2009 году были возведены четыре серии малоэтажных домов сборно-каркасного типа.
Перед вводом их в эксплуатацию Управление капитального строительства Пермского края обращалось в «Центр гигиены и эпидемиологии» с просьбой провести необходимые анализы. В 2007 году были произведены замеры в домах вологодской серии, и превышений ПДК не обнаружено. Однако, протокол официально не был подписан. В 2009 году в домах ростовской, смоленской и переяславльской серий специалисты сделали лишь выборочные исследования.
Владельцы приватизированных квартир не спешили переезжать в новые дома, так как сомневались в надёжности жилья. Переехали только семьи, которые до этого жили в муниципальных квартирах по договору социального найма. Был заселён только 21 сборно-каркасный дом «вологодской серии»: в 93 квартирах проживали 179 человек. 68 домов (550 квартир) оставались незаселёнными. Тогда краевые власти решили поселить там бывших воспитанников детских домов. Для этого летом 2011 года специалисты Березниковского отделения Роспотребнадзора провели экспертизу жилья. В ходе проверки было выявлено: концентрация формальдегида в квартирах превышает допустимую норму в 50 раз. Ядовитый газ выделяли утеплители, пенополиуретан, минеральная вата и цементно-стружечные плиты.
В крови взрослых и детей было установлено наличие формальдегида в концентрациях, достоверно превышающих фоновый региональный уровень.
В августе министр природных ресурсов и экологии России Юрий Трутнев на одном из совещаний отмечал, что лаборатории Роспотребнадзора и Ростехнадзора дают несколько разные данные. Ростехнадзор говорит о том, что загрязнения по формальдегиду не превышают норму.
Через три недели Роспотребнадзор обнародовал информацию о результатах исследований. Отборы проб воздуха были проведены пермским Центром гигиены и эпидемиологии совместно с Федеральным научным центром медико-профилактических технологий управления рисками здоровью населения. Пробы воздуха исследовались на содержание формальдегида, бензола, диметилбензола (ксилол), гидроксибензола (фенол) и метилбензола. Параллельно применялись два метода: фотометрический и метод высокоэффективной жидкостной хроматографии с ультрафиолетовым детектированием. По результатам исследований были выявлены превышения среднесуточной предельно-допустимой концентрации формальдегида.
Также были отобраны образцы стройматериалов и выполнена оценка миграции загрязняющих веществ в воздух. На основании исследований были выполнены расчёты, которые подтвердили, что совместное применение исследованных материалов приводит к созданию в закрытых жилых помещениях концентраций формальдегида, превышающих гигиенический норматив.

## Расселение
18 января 2012 года межведомственная комиссия на основании документов представленных Роспотребнадзором приняла решение о переселении жителей домов вологодской серии. Предполагалось что отселение будет временным и после выполнения плана мероприятий по снижению опасных концентраций формальдегида жители вернутся в дома. По рекомендации специализированного института «ЭкоСтандарт» (Москва) в 10 экспериментальных домах микрорайона были установлены приточные клапаны и фотокаталитические фильтры очистки воздуха. Полы и стены обработаны специальной грунтовкой. За счёт проведённых мероприятий удалось снизить концентрацию формальдегида только на 48 % и дальнейшие работы такие как герметизация фасадов, понижение уровня грунтовых вод были признаны нецелесообразными.
Весной 2012 года жители 53 квартир были переселены из микрорайона «Усольский-2» в манёвренный фонд. Было возбуждено уголовное дело по статье о выполнении работ, не отвечающих требованиям безопасности (ч 1 ст. 238 УК РФ) в отношении директора «Управления капитального строительства Пермского края» Николая Андреева, начальника управления архитектуры и градостроительства администрации Березников Оксаны Субботиной и исполняющей обязанности начальника управления архитектуры и градостроительства Оксаны Трофимовой.

В августе 2014 уголовное дело было прекращено в связи с отсутствием события преступления, но постановление о прекращении отменено прокуратурой, поэтому расследование продолжается. Глава правительства Пермского края Геннадий Тушнолобов высказал недовольство ходом расследования уголовного дела по факту нарушений при строительстве микрорайона «Усольский-2» в Березниках:
«Пока из тех официальных документов, которые есть у нас, написано, что оно закрыто. Но в то же время есть ряд запросов, из которых понятно, что там ещё идёт расследование. Я считаю, что в этом плане правоохранительные органы сработали неудачно. Всё можно было найти. 2,3 млрд руб., выкинутых на ветер,— это серьёзные деньги».

По мнению некоторых работников правоохранительных органов, несмотря на позицию прокуратуры, перспективы у дальнейшего расследования нет. Срок давности по вышеназванной статье УК составляет 2 года.
В августе 2017 г. суд прекратил уголовное дело в связи с истечением срока давности.

## Изменение ПДК
С 25 мая 2014 года вступило в силу Постановление Главного государственного санитарного врача Российской Федерации, согласно которому установлены следующие значения ПДКм.р. = 0,05 мг/м³, ПДКс.с. = 0,01 мг/м³ для формальдегида.
Предыдущие значения были значительно строже:
- ПДКр.з. = 0,5 мг/м³
- ПДКм.р. = 0,035 мг/м³
- ПДКс.с. = 0,003 мг/м³
- ПДКв. = 0,05 мг/л

## Возобновление застройки
В 2014 году застройка микрорайона продолжилась. В 16-м квартале планируется строительство пяти домов.

## Демонтаж домов
В 2017 г. депутаты законодательного Собрания совместно с правительством Пермского края приняли решение о сносе «формальдегидных» домов. В дальнейшем этот участок (38,5 га) планируется использовать под многоэтажную застройку и дальнейшее развитие микрорайона «Любимов» (мкр-н западнее «Усольского-2»).
11 июля 2018 конкурсная комиссия подвела итоги аукциона на снос домов в «Усольском-2» для нужд управления капитального строительства (УКС) Пермского края. Всего комиссия рассмотрела семь заявок, пять из которых прошли отбор. При стартовой цене в 1 руб. наибольшее предложение равнялось 58,73 руб. Победителем торгов было признано ООО «Монтажстрой-Урал».
В декабре 2018 г. Природоохранной прокуратурой были выявлены нарушения при сносе домов в мкр-не «Усольский-2».